# Somova (Tulcea)
Pour les articles homonymes, voir Somova.
Somova est une commune roumaine située dans le județ de Tulcea.